# Desmolaimus zosterae
Desmolaimus zosterae är en rundmaskart. Desmolaimus zosterae ingår i släktet Desmolaimus, och familjen Linhomoeidae. Arten är reproducerande i Sverige.